# Tischtennis-Europameisterschaft 2023
Die 42. Tischtennis-Europameisterschaft fand vom 10. bis 17. September 2023 in der Malmö Arena im schwedischen Malmö statt. Es wurden nur die Teamwettbewerbe ausgetragen.

## Modus
Insgesamt nahmen 24 Mannschaften teil, wobei der amtierende Europameister und der Gastgeber automatisch qualifiziert waren. Sie wurden auf 8 Gruppen à 3 Mannschaften aufgeteilt und spielten dort im Modus jeder gegen jeden. Die Gruppenersten und -zweiten rückten ins Achtelfinale vor, wo es im K.-o.-System weiterging.
Alle Spiele wurden im Best-of-5-Modus ausgetragen und bestanden somit aus 3 bis 5 Einzeln, die, wiederum im Best-of-5-Modus ausgetragen, aus 3 bis 5 Sätzen bestanden.

## Männer

### Abschlussplatzierungen
| Platz                                | Mannschaft        |
| ------------------------------------ | ----------------- |
|                                      | Schweden (3)      |
|                                      | Deutschland (1)   |
|                                      | Frankreich (9)    |
| Portugal (9)                         |                   |
| 5                                    | Belgien (9)       |
| 5                                    | Dänemark (3)      |
| 5                                    | Ungarn (25)       |
| 5                                    | Kroatien (9)      |
| 9                                    | England (5)       |
| 9                                    | Österreich (5)    |
| 9                                    | Polen (9)         |
| 9                                    | Rumänien (5)      |
| 9                                    | Slowakei (9)      |
| 9                                    | Slowenien (9)     |
| 9                                    | Tschechien (5)    |
| 9                                    | Ukraine (9)       |
| 17                                   | Finnland (17)     |
| 17                                   | Griechenland (17) |
| 17                                   | Italien (17)      |
| 17                                   | Niederlande (17)  |
| 17                                   | Norwegen (–)      |
| 17                                   | Schweiz (–)       |
| 17                                   | Serbien (17)      |
| 17                                   | Türkei (17)       |
| in Klammern die Platzierung von 2021 |                   |

### Gruppenphase

#### Gruppe A
|             | Ergebnis |          |
| ----------- | -------- | -------- |
| Deutschland | 3:0      | Finnland |
| Deutschland | 3:1      | Polen    |
| Polen       | 3:2      | Finnland |

| Rang | Land        | Spiele | Sätze | Punkte |
| ---- | ----------- | ------ | ----- | ------ |
| 1    | Deutschland | 6:1    | 19:7  | 4      |
| 2    | Polen       | 4:5    | 17:17 | 3      |
| 3    | Finnland    | 2:6    | 8:20  | 2      |

|  | Achtelfinale |

#### Gruppe B
|            | Ergebnis |            |
| ---------- | -------- | ---------- |
| Schweden   | 3:0      | Italien    |
| Schweden   | 3:1      | Tschechien |
| Tschechien | 3:2      | Italien    |

| Rang | Land       | Spiele | Sätze | Punkte |
| ---- | ---------- | ------ | ----- | ------ |
| 1    | Schweden   | 6:1    | 20:9  | 4      |
| 2    | Tschechien | 4:5    | 19:18 | 3      |
| 3    | Italien    | 2:6    | 9:21  | 2      |

|  | Achtelfinale |

#### Gruppe C
|            | Ergebnis |         |
| ---------- | -------- | ------- |
| Frankreich | 3:0      | Serbien |
| Frankreich | 3:1      | Ukraine |
| Ukraine    | 3:0      | Serbien |

| Rang | Land       | Spiele | Sätze | Punkte |
| ---- | ---------- | ------ | ----- | ------ |
| 1    | Frankreich | 6:1    | 19:3  | 4      |
| 2    | Ukraine    | 4:3    | 12:13 | 3      |
| 3    | Serbien    | 0:6    | 3:18  | 2      |

|  | Achtelfinale |

#### Gruppe D
|          | Ergebnis |              |
| -------- | -------- | ------------ |
| Portugal | 3:1      | Griechenland |
| Portugal | 3:1      | Ungarn       |
| Ungarn   | 3:1      | Griechenland |

| Rang | Land         | Spiele | Sätze | Punkte |
| ---- | ------------ | ------ | ----- | ------ |
| 1    | Portugal     | 6:2    | 20:9  | 4      |
| 2    | Ungarn       | 4:4    | 14:18 | 3      |
| 3    | Griechenland | 2:6    | 12:19 | 2      |

|  | Achtelfinale |

#### Gruppe E
|            | Ergebnis |            |
| ---------- | -------- | ---------- |
| Kroatien   | 3:0      | Schweiz    |
| Kroatien   | 3:1      | Österreich |
| Österreich | 3:0      | Schweiz    |

| Rang | Land       | Spiele | Sätze | Punkte |
| ---- | ---------- | ------ | ----- | ------ |
| 1    | Kroatien   | 6:1    | 19:6  | 4      |
| 2    | Österreich | 4:3    | 13:10 | 3      |
| 3    | Schweiz    | 0:6    | 2:18  | 2      |

|  | Achtelfinale |

#### Gruppe F
|           | Ergebnis |          |
| --------- | -------- | -------- |
| Slowenien | 3:0      | Türkei   |
| Slowenien | 1:3      | Dänemark |
| Dänemark  | 3:0      | Türkei   |

| Rang | Land      | Spiele | Sätze | Punkte |
| ---- | --------- | ------ | ----- | ------ |
| 1    | Dänemark  | 6:1    | 20:6  | 4      |
| 2    | Slowenien | 4:3    | 14:13 | 3      |
| 3    | Türkei    | 0:6    | 3:18  | 2      |

|  | Achtelfinale |

#### Gruppe G
|          | Ergebnis |          |
| -------- | -------- | -------- |
| England  | 3:1      | Norwegen |
| England  | 3:2      | Rumänien |
| Rumänien | 3:0      | Norwegen |

| Rang | Land     | Spiele | Sätze | Punkte |
| ---- | -------- | ------ | ----- | ------ |
| 1    | England  | 6:3    | 21:14 | 4      |
| 2    | Rumänien | 5:3    | 18:13 | 3      |
| 3    | Norwegen | 1:6    | 7:19  | 2      |

|  | Achtelfinale |

#### Gruppe H
|          | Ergebnis |             |
| -------- | -------- | ----------- |
| Belgien  | 3:0      | Niederlande |
| Belgien  | 3:2      | Slowakei    |
| Slowakei | 3:0      | Niederlande |

| Rang | Land        | Spiele | Sätze | Punkte |
| ---- | ----------- | ------ | ----- | ------ |
| 1    | Belgien     | 6:2    | 21:12 | 4      |
| 2    | Slowakei    | 5:4    | 18:16 | 3      |
| 3    | Niederlande | 0:6    | 7:18  | 2      |

|  | Achtelfinale |

### Hauptrunde
|  | Achtelfinale | Achtelfinale |  |  | Viertelfinale | Viertelfinale |   |             | Halbfinale  | Halbfinale |  |  | Finale | Finale |
|  |              |              |  |  |               |               |   |             |             |            |  |  |        |        |
|  | Deutschland  | 3            |  |  |               |               |   |             |             |            |  |  |        |        |
|  | Ukraine      | 0            |  |  | Deutschland   | 3             |   |             |             |            |  |  |        |        |
|  | Slowakei     | 1            |  |  | Kroatien      | 2             |   |             |             |            |  |  |        |        |
|  | Kroatien     | 3            |  |  |               |               |   | Deutschland | 3           |            |  |  |        |        |
|  | Dänemark     | 3            |  |  |               | Portugal      | 1 |             |             |            |  |  |        |        |
|  | Rumänien     | 0            |  |  | Dänemark      | 2             |   |             |             |            |  |  |        |        |
|  | Tschechien   | 0            |  |  | Portugal      | 3             |   |             |             |            |  |  |        |        |
|  | Portugal     | 3            |  |  |               |               |   |             | Deutschland | 1          |  |  |        |        |
|  | Frankreich   | 3            |  |  |               | Schweden      | 3 |             |             |            |  |  |        |        |
|  | Slowenien    | 2            |  |  | Frankreich    | 3             |   |             |             |            |  |  |        |        |
|  | Polen        | 2            |  |  | Belgien       | 1             |   |             |             |            |  |  |        |        |
|  | Belgien      | 3            |  |  |               |               |   | Frankreich  | 1           |            |  |  |        |        |
|  | England      | 2            |  |  |               | Schweden      | 3 |             |             |            |  |  |        |        |
|  | Ungarn       | 3            |  |  | Ungarn        | 2             |   |             |             |            |  |  |        |        |
|  | Österreich   | 0            |  |  | Schweden      | 3             |   |             |             |            |  |  |        |        |
|  | Schweden     | 3            |  |  |               |               |   |             |             |            |  |  |        |        |

## Frauen

### Abschlussplatzierungen
| Platz                                | Mannschaft        |
| ------------------------------------ | ----------------- |
|                                      | Deutschland (1)   |
|                                      | Rumänien (2)      |
|                                      | Frankreich (3)    |
| Portugal (3)                         |                   |
| 5                                    | Italien (9)       |
| 5                                    | Schweden (9)      |
| 5                                    | Slowakei (9)      |
| 5                                    | Spanien (17)      |
| 9                                    | Kroatien (17)     |
| 9                                    | Luxemburg (5)     |
| 9                                    | Österreich (5)    |
| 9                                    | Polen (5)         |
| 9                                    | Serbien (17)      |
| 9                                    | Tschechien (9)    |
| 9                                    | Ukraine (5)       |
| 9                                    | Ungarn (9)        |
| 17                                   | Belgien (17)      |
| 17                                   | Bulgarien (–)     |
| 17                                   | England (17)      |
| 17                                   | Griechenland (17) |
| 17                                   | Niederlande (9)   |
| 17                                   | Slowenien (17)    |
| 17                                   | Türkei (17)       |
| 17                                   | Wales (–)         |
| in Klammern die Platzierung von 2021 |                   |

### Gruppenphase

#### Gruppe A
|             | Ergebnis |            |
| ----------- | -------- | ---------- |
| Deutschland | 3:0      | England    |
| Deutschland | 3:0      | Österreich |
| Österreich  | 3:0      | England    |

| Rang | Land        | Spiele | Sätze | Punkte |
| ---- | ----------- | ------ | ----- | ------ |
| 1    | Deutschland | 6:0    | 18:2  | 4      |
| 2    | Österreich  | 3:3    | 11:10 | 3      |
| 3    | England     | 0:6    | 1:18  | 2      |

|  | Achtelfinale |

#### Gruppe B
|           | Ergebnis |           |
| --------- | -------- | --------- |
| Rumänien  | 3:0      | Kroatien  |
| Rumänien  | 3:0      | Slowenien |
| Slowenien | 0:3      | Kroatien  |

| Rang | Land      | Spiele | Sätze | Punkte |
| ---- | --------- | ------ | ----- | ------ |
| 1    | Rumänien  | 6:0    | 18:2  | 4      |
| 3    | Kroatien  | 3:3    | 11:13 | 3      |
| 2    | Slowenien | 0:6    | 4:18  | 2      |

|  | Achtelfinale |

#### Gruppe C
|            | Ergebnis |         |
| ---------- | -------- | ------- |
| Frankreich | 3:0      | Türkei  |
| Frankreich | 3:1      | Italien |
| Italien    | 3:0      | Türkei  |

| Rang | Land       | Spiele | Sätze | Punkte |
| ---- | ---------- | ------ | ----- | ------ |
| 1    | Frankreich | 6:1    | 20:7  | 4      |
| 3    | Italien    | 4:3    | 14:14 | 3      |
| 2    | Türkei     | 0:6    | 5:18  | 2      |

|  | Achtelfinale |

#### Gruppe D
|          | Ergebnis |           |
| -------- | -------- | --------- |
| Portugal | 3:1      | Bulgarien |
| Portugal | 3:2      | Serbien   |
| Serbien  | 3:0      | Bulgarien |

| Rang | Land      | Spiele | Sätze | Punkte |
| ---- | --------- | ------ | ----- | ------ |
| 1    | Portugal  | 6:3    | 24:11 | 4      |
| 2    | Serbien   | 5:3    | 17:16 | 3      |
| 3    | Bulgarien | 1:6    | 6:20  | 2      |

|  | Achtelfinale |

#### Gruppe E
|            | Ergebnis |             |
| ---------- | -------- | ----------- |
| Slowakei   | 3:1      | Niederlande |
| Slowakei   | 1:3      | Tschechien  |
| Tschechien | 3:0      | Niederlande |

| Rang | Land        | Spiele | Sätze | Punkte |
| ---- | ----------- | ------ | ----- | ------ |
| 1    | Tschechien  | 6:1    | 20:10 | 4      |
| 2    | Slowakei    | 4:4    | 18:18 | 3      |
| 3    | Niederlande | 1:6    | 10:20 | 2      |

|  | Achtelfinale |

#### Gruppe F
|         | Ergebnis |         |
| ------- | -------- | ------- |
| Ungarn  | 3:0      | Belgien |
| Ungarn  | 3:2      | Ukraine |
| Ukraine | 3:0      | Belgien |

| Rang | Land    | Spiele | Sätze | Punkte |
| ---- | ------- | ------ | ----- | ------ |
| 1    | Ungarn  | 6:2    | 19:12 | 4      |
| 2    | Ukraine | 5:3    | 19:11 | 3      |
| 3    | Belgien | 0:6    | 3:18  | 2      |

|  | Achtelfinale |

#### Gruppe G
|           | Ergebnis |       |
| --------- | -------- | ----- |
| Luxemburg | 3:0      | Wales |
| Luxemburg | 3:2      | Polen |
| Polen     | 3:1      | Wales |

| Rang | Land      | Spiele | Sätze | Punkte |
| ---- | --------- | ------ | ----- | ------ |
| 1    | Luxemburg | 6:2    | 18:11 | 4      |
| 2    | Polen     | 5:4    | 18:14 | 3      |
| 3    | Wales     | 1:6    | 7:18  | 2      |

|  | Achtelfinale |

#### Gruppe H
|          | Ergebnis |              |
| -------- | -------- | ------------ |
| Schweden | 3:0      | Griechenland |
| Schweden | 3:2      | Spanien      |
| Spanien  | 3:1      | Griechenland |

| Rang | Land         | Spiele | Sätze | Punkte |
| ---- | ------------ | ------ | ----- | ------ |
| 1    | Schweden     | 6:2    | 19:13 | 4      |
| 2    | Spanien      | 5:4    | 20:14 | 3      |
| 3    | Griechenland | 1:6    | 7:19  | 2      |

|  | Achtelfinale |

### Hauptrunde
|  | Achtelfinale | Achtelfinale |  |  | Viertelfinale | Viertelfinale |   |             | Halbfinale  | Halbfinale |  |  | Finale | Finale |
|  |              |              |  |  |               |               |   |             |             |            |  |  |        |        |
|  | Deutschland  | 3            |  |  |               |               |   |             |             |            |  |  |        |        |
|  | Ukraine      | 0            |  |  | Deutschland   | 3             |   |             |             |            |  |  |        |        |
|  | Italien      | 3            |  |  | Italien       | 0             |   |             |             |            |  |  |        |        |
|  | Tschechien   | 2            |  |  |               |               |   | Deutschland | 3           |            |  |  |        |        |
|  | Schweden     | 3            |  |  |               | Portugal      | 0 |             |             |            |  |  |        |        |
|  | Polen        | 1            |  |  | Schweden      | 1             |   |             |             |            |  |  |        |        |
|  | Kroatien     | 1            |  |  | Portugal      | 3             |   |             |             |            |  |  |        |        |
|  | Portugal     | 3            |  |  |               |               |   |             | Deutschland | 3          |  |  |        |        |
|  | Frankreich   | 3            |  |  |               | Rumänien      | 0 |             |             |            |  |  |        |        |
|  | Österreich   | 0            |  |  | Frankreich    | 3             |   |             |             |            |  |  |        |        |
|  | Slowakei     | 3            |  |  | Slowakei      | 1             |   |             |             |            |  |  |        |        |
|  | Ungarn       | 1            |  |  |               |               |   | Frankreich  | 1           |            |  |  |        |        |
|  | Luxemburg    | 1            |  |  |               | Rumänien      | 3 |             |             |            |  |  |        |        |
|  | Spanien      | 3            |  |  | Spanien       | 2             |   |             |             |            |  |  |        |        |
|  | Serbien      | 1            |  |  | Rumänien      | 3             |   |             |             |            |  |  |        |        |
|  | Rumänien     | 3            |  |  |               |               |   |             |             |            |  |  |        |        |